# مونته‌کاروتو
مونته‌کاروتو (به ایتالیایی: Montecarotto) یک کومونه در ایتالیا است که در استان آنکونا واقع شده‌است.

## خصوصیات
مونته‌کاروتو ۲۴٫۰۷ کیلومترمربع مساحت و ۲٬۱۷۰ نفر جمعیت دارد و ۳۸۵ متر بالاتر از سطح دریا واقع شده‌است.

## نگارخانه

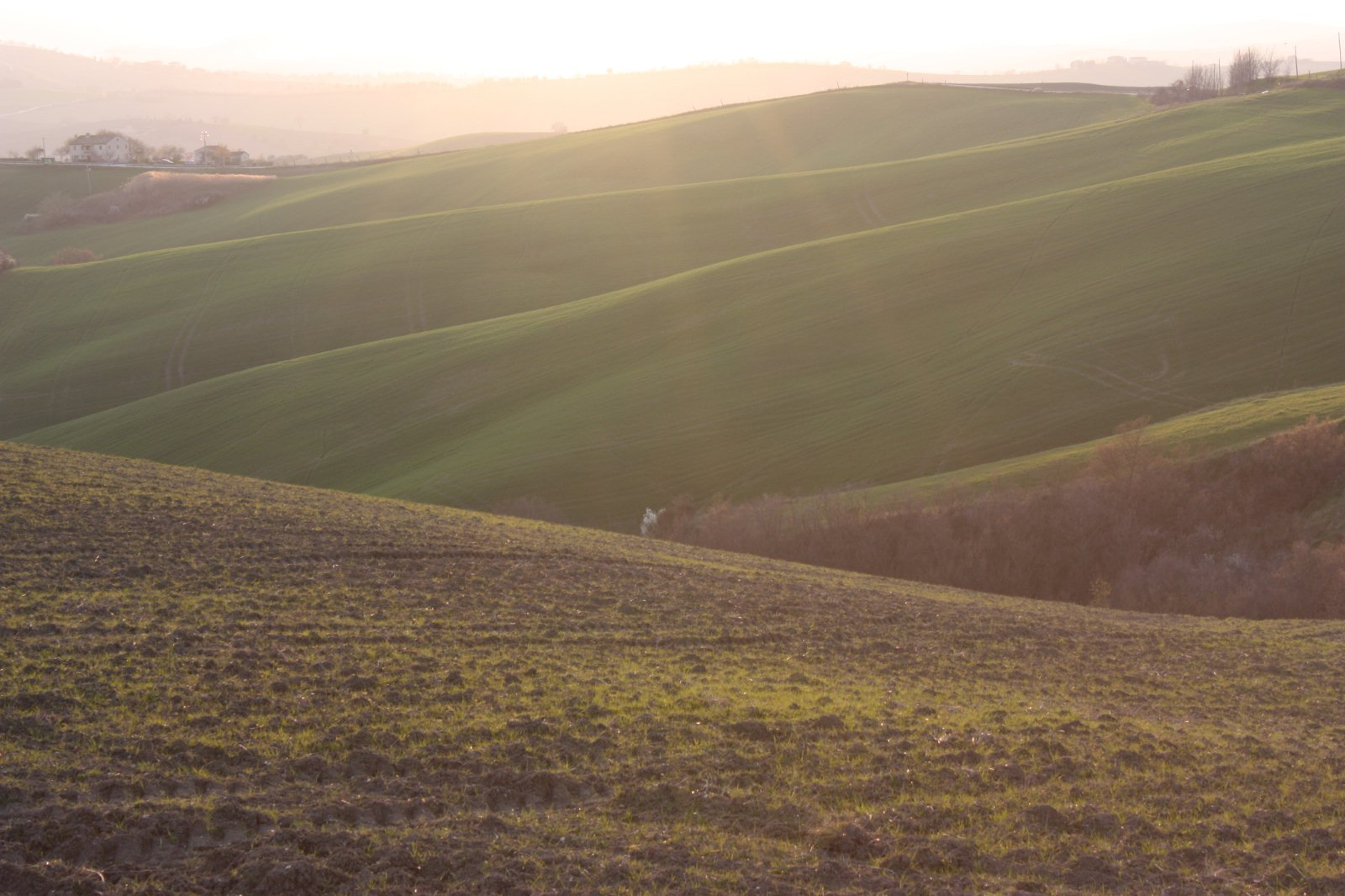
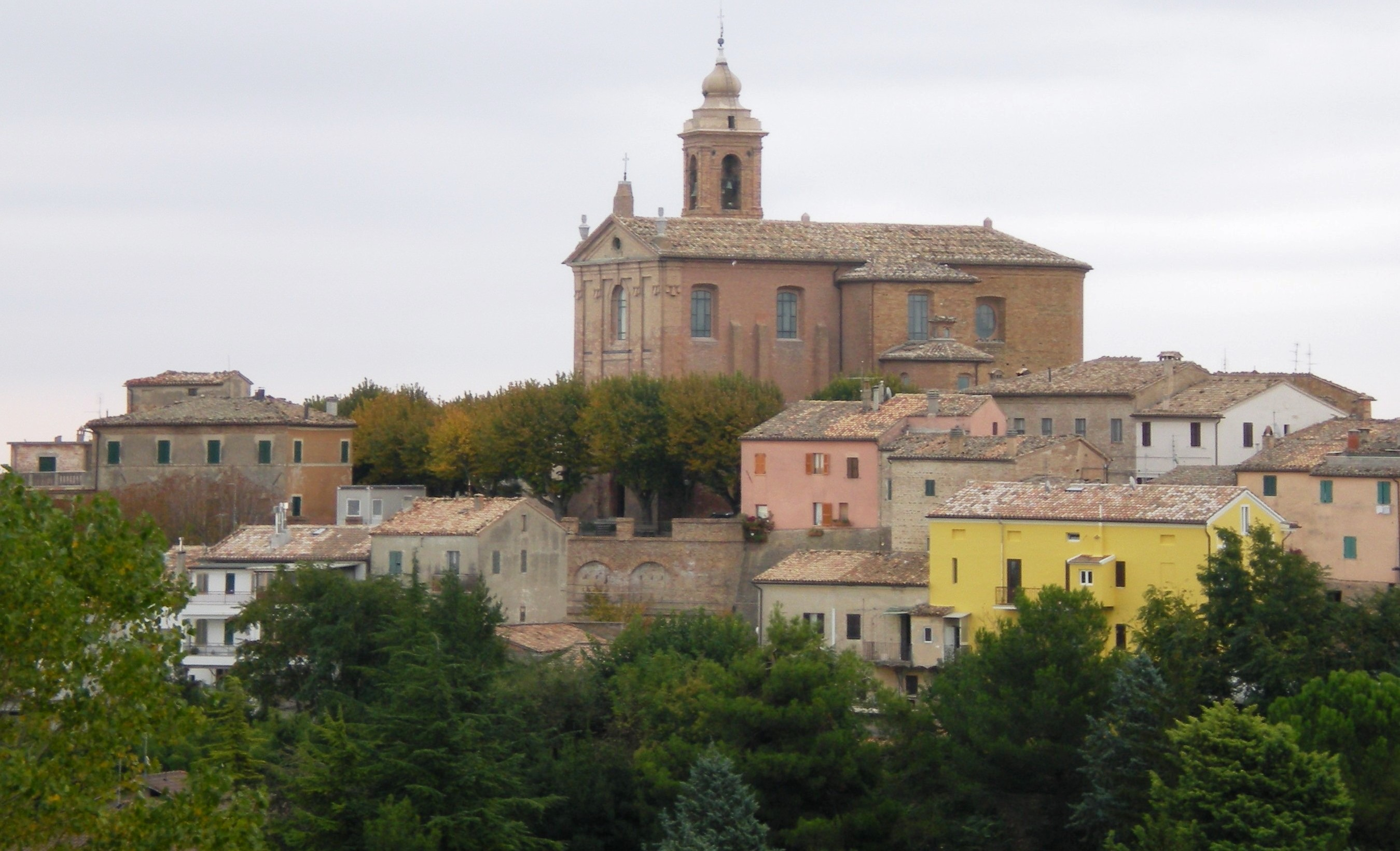
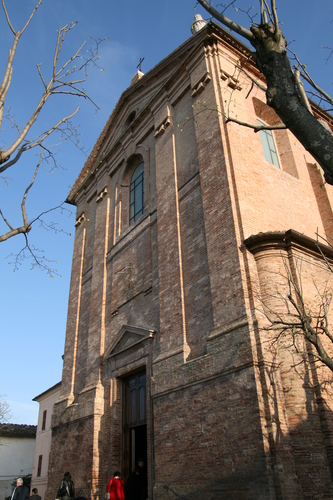
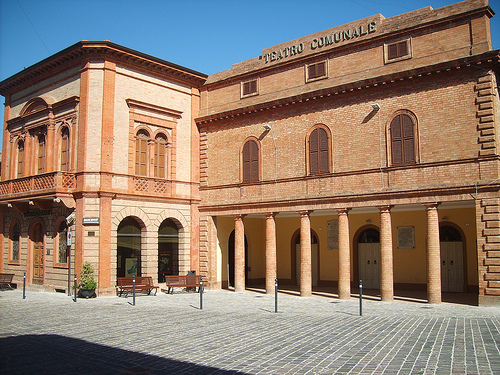
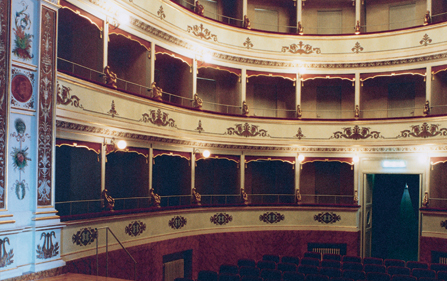